# Твејн (Калифорнија)
Твејн (енгл. Twain) насељено је место без административног статуса у америчкој савезној држави Калифорнија.

## Демографија
По попису из 2010. године број становника је 82, што је 5 (-5,7%) становника мање него 2000. године.
| Група             | 2000.      | 2010.      |
| Белци             | 83 (95,4%) | 65 (79,3%) |
| Афроамериканци    | 0 (0,0%)   | 0 (0,0%)   |
| Азијати           | 0 (0,0%)   | 0 (0,0%)   |
| Хиспаноамериканци | 2 (2,3%)   | 14 (17,1%) |
| Укупно            | 87         | 82         |